# Nattavaara södra delen
Nattavaara södra delen är en bebyggelse i Gällivare kommun som fram till 2020 ingått i den gemensamma tätorten/småorten Nattavaara. Vid avgränsningen 2020 delades den bebyggelsen upp i två där denna del utgör den södra delen.